# الله في الجاينية
ترفض الجاينية فكرة وجود الإله الخالق أو القوة المسؤولة عن إيجاد هذا الكون أو الحفاظ عليه، وتتخذ المبدأ اللاألوهي. وتقوم التعاليم الجاينية على الإيمان المطلق بالإنسان كسيد وحيد لنفسه، وأنه قادرٌ على تحقيق الخلاص والانعتاق من دورة الحياة دون معونة من أية جهة علوية أو تحتية كانت. ورغم اعتقاد الجاينية بوجود كائنات متفوقة تدعى الآلهة، إلا أن هذه الكائنات خاضعة مثل الإنسان إلى دورة السمسارا، ولا ترتجى منها شفاعة لأن عليها أن تخلص نفسها قبل أن تكون قادرة على تخليص الآخرين.